# Anders Nordencrantz
Anders Nordencrantz, före adlandet Bachmanson, född den 5 januari 1697 i Brunflo socken, död 19 juli 1772 i Stockholm, var en svensk ämbetsman, och nationalekonomisk och politisk skriftställare. Han var en av de första att introducera internationell merkantilistisk litteratur i Sverige.

## Biografi
Anders Nordencrantz föddes med namnet Backman och var son till Lorentz Petersson Backman och Margareta Svedin, kyrkoherdesdotter från Arbrå. Fadern började som bruksbetjänt vid Ljusnedals bruk och blev så småningom borgmästare i Sundsvall. Sonen Anders föddes på Gryta gård i Brunflo socken när fadern för tillfället var kronofogde i Jämtland.
Han ägnade sig tidigt åt handel och mekanik. Efter att ha besökt Norge, vistades han en längre tid i London, där han flitigt studerade de engelska handels- och näringsförhållandena. Han sysselsatte sig även med mekaniska arbeten och påbörjade ett stort ekonomiskt arbete, Arcana Oeconomiæ et Comercii (1730). Verket var det första i sitt slag i Sverige, och var det första försöket till ekonomisk pricipdebatt under frihetstiden.
Återkommen till Sverige 1724 vände han sig med allvar åt mekaniken, förfärdigade ett pumpverk för torrdockan i Karlskrona och ett dylikt för ryska statens räkning, som i Sankt Petersburg väckte stor uppmärksamhet. Tre år senare valdes han till riksdagsman för Sundsvall och lyckades inom borgarståndet genom sina memorial vinna en betydande ställning, som ännu mer stärktes när arbetet som tidigare nämnts utgavs. Tack vare detta skickades han 1731 som konsul till Lissabon, och utförde diplomatiska uppdrag i Spanien. På egen begäran återkallades han 1736, och kom följande år genom giftermål i besittning av en ansenlig förmögenhet. Upphöjd 1743 i adligt stånd, varvid han antog namnet Nordencrantz, befordrades han 1747 till kommerseråd, från vilken befattning han 1762 erhöll avsked.
Nordencrantz gifte sig 1737 med Margareta Sophia Schröder, en syster till bergsrådet Samuel Schröderstjerna, vars far var grosshandlare i Stockholm. Deras döttrar gifte sig Leuhusen, von Knorring och Tham. Sonen Ander Nordencrantz var kunglig hovjunkare och ogift. Ander Nordencrantz slöt själv sin adliga ätt på svärdssidan när han avled 1772.

## Verk
Med vidsträckt beläsenhet i politik och statshushållning, outtröttlig arbetslust och en mindre vanlig självtillit, hade Nordencrantz redan strax efter de stora krigens slut uppgått i planerna om Sveriges inre återuppblomstring och särskilt förslag att göra den svenska järnhandeln oberoende av utländska köpmän. Till följd därav räknades han till en början till Hattpartiet, från vilkas styrelsegrundsatser han dock redan tidigt tog avsteg.
Så var han från början varm vän av tryckfrihet och hade redan på 1720-talet haft åsikter om censuren i fråga om hans tidigare nämnda arbete, vilket i sju år hindrades att utkomma och slutligen endast i stympat skick publicerades. Vid 1743 års riksdag inlämnade han till sekreta utskottet ett förslag om vissa åtgärder till att gynna järnhandeln, som slutligen 1747 resulterade i bildandet av Järnkontoret.
Vid riksdagen 1755–1756 framträdde han med fyra stridsskrifter, av vilka Påminnelser vid manufakturkommissarien, Erik Salanders så kallade Genväg till slöjder riktade sig mot det bestående näringstvånget och exklusiva privilegier. I de tre övriga gick han statsförfattningen närmare in på livet och angrep skarpt det rådande ämbetsmannaväldet, till vars stävjande han föreslog ganska radikala åtgärder. En annan av honom författad skrift, Oförgripliga Tankar om Frihet i bruk af Förnuft, Pennor och Tryck, blev i sista stund av Kanslikollegium 1756 hindrad att utkomma.
Nordencrantz, som genom dessa skrifter blivit lika hatad av Hattarna som höjd till skyarna av deras vedersakare, för vilka han utgjorde ett rent orakel, förberedde sig till 1760–1762 års riksdag med en ny ytterligt skarp kritik av de rådande förhållandena, Vördsam föreställning till Riksens ständer 1760, men denna fick enligt rådets beslut inte tryckas förrän rådet prövat dess innehåll. Situationen var nu, på grund av Hattarnas olyckliga såväl yttre som inre politik, vida gynnsammare för Nordencrantz, vars arbete mottogs välvilligt bland ständerna och utdelades bland riksdagsmännen.
På hans meddelande, att han utarbetat ett vidlyftigt verk rörande oredan i penningväsendet och botemedel däremot, tillsattes på hans begäran ett särskilt riksdagsutskott av 48 av honom valda ledamöter att ta kännedom om vad han hade att meddela. Han pekade härvid på svekfulla anläggningar av exportörerna, bankens låntagare och Bankofullmäktige såsom roten och upphovet till det onda samt yrkade att lån på exportvaror och bruksegendomar skulle förbjudas. En våldsam förbittring uppstod bland Hattarna och med möda undgick Nordencrantz att straffas för sitt uppträdande.
Hans förslag till kursens stävjande godkändes dock av adeln och hans arbete om tryckfriheten fick nu utkomma. Vid 1765–1766 års riksdag hade hans idéer trängt fram till seger, och som en verksam medlem av sekreta utskottet tog han en kraftig del i räfsten mot det gamla systemets män, kursens fällande och tryckfrihetens införande. Men även Mössornas åtgärder tillfredsställde ej Nordencrantz, som ända in i det sista i med det hätskaste språk mot enskilda personer späckade stridsskrifter fortfor att vädja till allmänheten, såsom i Tankar om Hemligheter, Tysthetseder, et cetera.
Mellan 1754 och 1772 utgav han runt trettio större och mindre arbeten förutom de många han efterlämnade i handskrift.